# NGC 622
NGC 622 es una galaxia espiral barrada (SBbc) localizada en la dirección de la constelación de Cetus. Posee una declinación de +00° 39' 49" y una ascensión recta de 1 horas, 36 minutos y 00,1 segundos.
La galaxia NGC 622 fue descubierta el 9 de octubre de 1785 por William Herschel.